# Regeringen Gillis Bildt
Regeringen Gillis Bildt var Sveriges regering mellan 6 februari 1888 och 12 oktober 1889. Regeringschef (statsminister) var Gillis Bildt. Regeringen bestod av hälften tullvänner och hälften frihandlare.

## Statsråd
* Statsminister eller departementschef
| Statsminister         |  | Gillis Bildt*             | 6 februari 1888   | 12 oktober 1889   | Oberoende konservativ     |        |
| Justitieminister      |  | Axel Bergström*           | 6 februari 1888   | 28 september 1888 | Oberoende konservativ     | [ 2 ]  |
| Justitieminister      |  | Axel Örbom*               | 28 september 1888 | 30 maj 1889       | Oberoende konservativ     | [ 2 ]  |
| Justitieminister      |  | August Östergren*         | 12 juni 1889      | 5 februari 1896   | Partilös                  | [ 2 ]  |
| Utrikesminister       |  | Albert Ehrensvärd*        | 25 september 1885 | 12 juni 1889      | Partilös                  | [ 3 ]  |
| Utrikesminister       |  | Gustaf Åkerhielm*         | 12 juni 1889      | 12 oktober 1889   | Protektionistiska partiet | [ 3 ]  |
| Krigsminister         |  | Hjalmar Palmstierna*      | 6 februari 1888   | 22 juni 1892      | Partilös                  | [ 4 ]  |
| Sjöförsvarsminister   |  | Carl Gustaf von Otter*    | 19 april 1880     | 16 december 1892  | Partilös                  | [ 4 ]  |
| Finansminister        |  | Fredrik von Essen*        | 6 februari 1888   | 6 november 1894   | Protektionistiska partiet | [ 5 ]  |
| Ecklesiastikminister  |  | Gunnar Wennerberg*        | 6 februari 1888   | 6 november 1891   | Protektionistiska partiet | [ 6 ]  |
| Civilminister         |  | Edvard von Krusenstjerna* | 30 november 1883  | 12 oktober 1889   | Partilös                  | [ 7 ]  |
| Konsultativa statsråd |  |                           |                   |                   |                           |        |
| Konsultativa statsråd |  | Gustaf Lönegren           | 6 februari 1888   | 28 september 1888 | Oberoende konservativ     | [ 8 ]  |
| Konsultativa statsråd |  | Lars Åkerhielm d.y.       | 28 september 1888 | 27 oktober 1899   | Protektionistiska partiet | [ 9 ]  |
| Konsultativa statsråd |  | Henric Lovén              | 1874              | 12 oktober 1889   | Partilös                  | [ 10 ] |